# Gerald Palmer
Gerald Marley Palmer, född 20 januari 1911, död 23 juni 1999, var en brittisk ingenjör och bildesigner.
Palmer började som lärling hos lastbilstillverkaren Scammell. Senare arbetade han för Nuffield Organisation. Under andra världskriget flyttade Palmer till Jowett men 1949 lockades han tillbaka till Nuffield.
När British Motor Corporation bildades 1952 utsågs Palmer till konstruktionschef men efter en kontrovers med Leonard Lord slutade han. Senare arbetade han för bland andra Vauxhall Motors.